# ミミセンザンコウ
ミミセンザンコウ (Manis pentadactyla) は、哺乳綱鱗甲目センザンコウ科センザンコウ属に分類される哺乳類。センザンコウ属の模式種。

## 分布
インド北部および北東部、タイ王国北西部、中華人民共和国、台湾、香港、ネパール、バングラデシュ北東部および北西部・南西部、ベトナム北部、ブータン南部、ミャンマー北部および西部、ラオス北部
模式標本の産地（基準産地・タイプ産地・模式産地）は、台湾。

## 特徴
体長54 - 80cm程で、体重は2 - 7kgとなる。前肢は力強く、鋭い爪を持つ。また、尾は筋肉質であり、巻き付けて物を掴むことができる。頭部から背面、尾の先端にかけて茶 - 黄色の鱗で覆われている。

## 分類
以下の亜種の分類は、Schlitter(2005)に従う。
- Manis pentadactyla pentadactyla Linnaeus, 1758
- Manis pentadactyla auritus Hodgson, 1836
- Manis pentadactyla pusilla Allen, 1906

## 生態
熱帯林・広葉樹林・針葉樹林・竹林・草原・農耕地など、様々な環境に生息する。夜行性であり、単独で行動する。生活圏は地上及び樹上。動きは機敏で、巧みに樹に登る。力強い前肢と尾は樹上生活に適応した結果である。また、前肢は土を掘る事にも適応し、これで主食のアリやシロアリを探す。そして、長い舌を使ってこれらの昆虫を舐めとることができる。外的に襲われた際は身体を丸めて身を守る。
妊娠期間は140日ほど。1 - 2頭の幼獣を出産する。

## 人間との関係
中華人民共和国やベトナムでは食用とされたり、鱗が皮膚病・乳の出が良くなる・癌などに効能がある漢方薬になると信じられている。
食用や薬用の乱獲により、生息数が激減している。採掘・水力発電用のダムや道路建設による生息地の破壊、交通事故、イヌによる捕食による影響も懸念されている。中華人民共和国では1960 - 1990年代にかけて、生息数の88 - 94 %が減少したと推定されている。1975年のワシントン条約発効時には（1995年からはセンザンコウ属単位で）ワシントン条約附属書II、2017年にワシントン条約附属書Iに掲載されている。